# 2006년 월드 시리즈
2006년 월드 시리즈(2006 World Series)는 제102회 메이저 리그 베이스볼 월드 시리즈이다. 시리즈는 10월 21일부터 10월 27일 동안 치러졌다. 시리즈는 7전 4선승제로 치러졌으며 내셔널 리그 우승 팀인 세인트루이스 카디널스와 아메리칸 리그 우승 팀인 디트로이트 타이거즈가 맞붙어 5차전에서 세인트루이스 카디널스가 디트로이트 타이거즈를 4–1으로 꺾고 24년 만에 우승을 차지했고, MVP는 세인트루이스 카디널스의 유격수 데이비드 엑스타인이 수상했다. 이로써 세인트루이스 카디널스는 총 10회 월드시리즈 우승을 달성하며 월드시리즈 우승 횟수 단독 2위로 올라섰다.

## 포스트 시즌 결과

### 세인트루이스 카디널스
세인트루이스 카디널스는 내셔널 리그 디비전 시리즈에서 샌디에고 파드리스와 경기를 치러 3승 1패로 내셔널 리그 챔피언십 시리즈에 진출, 뉴욕 메츠와 경기를 치르며 4승 3패로 월드 시리즈에 진출했다.

### 디트로이트 타이거즈
디트로이트 타이거즈는 아메리칸 리그 디비전 시리즈에서 뉴욕 양키스와 경기를 치렀으며 3승 1패로 아메리칸 리그 챔피언십 시리즈에서 보스턴 레드삭스와 경기를 치러 4승으로 월드 시리즈에 진출했다.

## 경기 결과

### 1차전
2006년 10월 21일, 미국 미시간주 디트로이트, 코메리카 파크
| 팀 | 1 | 2 | 3 | 4 | 5 | 6 | 7 | 8 | 9 | R | H | E |
| 세인트루이스 | 0 | 1 | 3 | 0 | 0 | 3 | 0 | 0 | 0 | 7 | 8 | 2 |
| 디트로이트 | 1 | 0 | 0 | 0 | 0 | 0 | 0 | 0 | 1 | 2 | 4 | 3 |
| 승리 투수: 안토니 레예스 패전 투수: 저스틴 벌랜더 홈런: STL – 스캇 롤렌(2회 1점), 알버트 푸홀스(3회 2점) DET – 크레익 먼로(9회 1점) |   |   |   |   |   |   |   |   |   |   |   |   |

### 2차전
2006년 10월 22일, 미국 미시간주 디트로이트, 코메리카 파크
| 팀                                                                           | 1 | 2 | 3 | 4 | 5 | 6 | 7 | 8 | 9 | R | H  | E |
| 세인트루이스                                                                 | 0 | 0 | 0 | 0 | 0 | 0 | 0 | 0 | 1 | 1 | 4  | 1 |
| 디트로이트                                                                   | 2 | 0 | 0 | 0 | 1 | 0 | 0 | 0 | X | 3 | 10 | 1 |
| 승리 투수: 케니 로저스 패전 투수: 제프 위버 홈런: DET – 크레익 먼로(1회 1점) |   |   |   |   |   |   |   |   |   |   |    |   |

### 3차전
2006년 10월 24일, 미국 미주리주 세인트루이스, 부시 스타디움
| 팀                                                  | 1 | 2 | 3 | 4 | 5 | 6 | 7 | 8 | 9 | R | H | E |
| 디트로이트                                          | 0 | 0 | 0 | 0 | 0 | 0 | 0 | 0 | 0 | 0 | 3 | 1 |
| 세인트루이스                                        | 0 | 0 | 0 | 2 | 0 | 0 | 2 | 1 | X | 5 | 7 | 0 |
| 승리 투수: 크리스 카펜터 패전 투수: 네이트 로버트슨 |   |   |   |   |   |   |   |   |   |   |   |   |

### 4차전

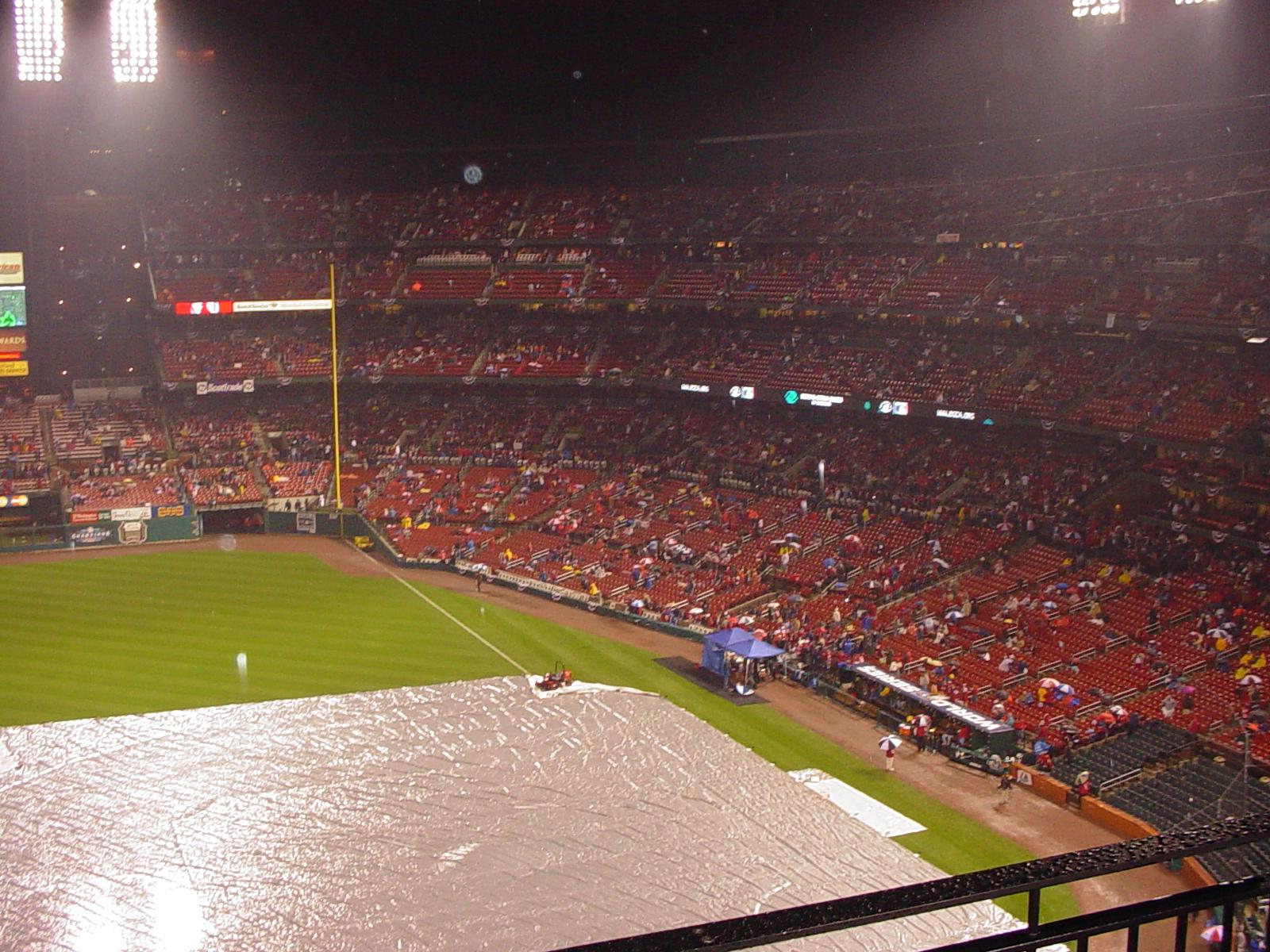
10월 25일 열릴 예정이었던 4차전이 우천취소 되었다.

2006년 10월 26일, 미국 미주리주 세인트루이스, 부시 스타디움
| 팀                                                                               | 1 | 2 | 3 | 4 | 5 | 6 | 7 | 8 | 9 | R | H  | E |
| 디트로이트                                                                       | 0 | 1 | 2 | 0 | 0 | 0 | 0 | 1 | 0 | 4 | 10 | 1 |
| 세인트루이스                                                                     | 0 | 0 | 1 | 1 | 0 | 0 | 2 | 1 | X | 5 | 9  | 0 |
| 승리 투수: 애덤 웨인라이트 패전 투수: 조엘 주마야 홈런: DET – 션 케이시(2회 1점) |   |   |   |   |   |   |   |   |   |   |    |   |

### 5차전
2006년 10월 27일, 미국 미주리주 세인트루이스, 부시 스타디움 📽️
| 팀                                                                                                   | 1 | 2 | 3 | 4 | 5 | 6 | 7 | 8 | 9 | R | H | E |
| 디트로이트                                                                                           | 0 | 0 | 0 | 2 | 0 | 0 | 0 | 0 | 0 | 2 | 5 | 2 |
| 세인트루이스                                                                                         | 0 | 1 | 0 | 2 | 0 | 0 | 1 | 0 | X | 4 | 8 | 1 |
| 승리 투수: 제프 위버 패전 투수: 저스틴 벌랜더 세이브: 애덤 웨인라이트 홈런: DET – 션 케이시(4회 2점) |   |   |   |   |   |   |   |   |   |   |   |   |

## 시리즈 요약

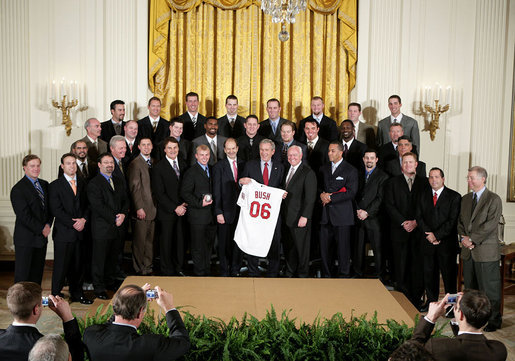
카디널스 선수들이 월드시리즈 챔피언에 오른 후 2007년 1월 15일 조지 워커 부시 미국 대통령이 그들을 백악관에 초청했다.

내셔널리그 챔피언인 세인트루이스 카디널스가 아메리칸 리그 챔피언 디트로이트 타이거즈를 4-1로 누르고 우승을 차지했다. MVP는 세인트루이스 카디널스의 유격수 데이비드 엑스타인이 차지했다.
| 경기 | 경기 점수                                          | 날짜      | 구장          | 관중 수  |
| ---- | -------------------------------------------------- | --------- | ------------- | -------- |
| 1    | 세인트루이스 카디널스 - 7, 디트로이트 타이거즈 - 2 | 10월 21일 | 코메리카 파크 | 42,479명 |
| 2    | 세인트루이스 카디널스 - 1, 디트로이트 타이거즈 - 3 | 10월 22일 | 코메리카 파크 | 42,533명 |
| 3    | 디트로이트 타이거즈- 0, 세인트루이스 카디널스- 5   | 10월 24일 | 부시 스타디움 | 46,513명 |
| 4    | 디트로이트 타이거즈 - 4, 세인트루이스 카디널스 - 5 | 10월 25일 | 부시 스타디움 | 46,470명 |
| 5    | 디트로이트 타이거즈 - 2, 세인트루이스 카디널스 - 4 | 10월 26일 | 부시 스타디움 | 46,638명 |

### 이닝 별 득점 현황
| 팀                                           | 1 | 2 | 3 | 4 | 5 | 6 | 7 | 8 | 9 | R  | H  | E |
| 세인트루이스 카디널스                        | 0 | 2 | 4 | 5 | 0 | 3 | 5 | 2 | 1 | 22 | 36 | 4 |
| 디트로이트 타이거즈                          | 3 | 1 | 2 | 2 | 1 | 0 | 0 | 1 | 1 | 11 | 32 | 8 |
| 총 관중 수: 224,633명 평균 관중 수: 44,927명 |   |   |   |   |   |   |   |   |   |    |    |   |

## 같이 보기
- 2006년 아시아 시리즈
- 2006년 일본 시리즈